# Boston Marathon 1941
De Boston Marathon 1941 werd gelopen op zaterdag 19 april 1941. Het was de 45e editie van de Boston Marathon. Aan deze wedstrijd mochten geen vrouwen deelnemen. De Amerikaan Leslie Pawson kwam als eerste over de streep in 2:30.38.
Het parcours is te kort gebleken. Het had namelijk niet de lengte van 42,195 km , maar 41,1 km.
In totaal finishten er 75 marathonlopers.

## Uitslag
| rang   | naam                 | land | tijd    |
| ------ | -------------------- | ---- | ------- |
| Goud   | Leslie Pawson        | USA  | 2:30.38 |
| Zilver | John A. Kelley       | USA  | 2:31.26 |
| Brons  | Don Heinicke         | USA  | 2:35.40 |
| 4      | Gérard Côté          | CAN  | 2:37.59 |
| 5      | Bernard Joseph Smith | USA  | 2:40.32 |
| 6      | Fred McGlone         | USA  | 2:40.44 |
| 7      | Andre J. Brunelle    | USA  | 2:43.28 |
| 8      | Jock Semple          | USA  | 2:47.26 |
| 9      | Paul Donato          | USA  | 2:49.02 |
| 10     | Joe Kleinerman       | USA  | 2:50.48 |

1897 ·
1898 ·
1899 ·
1900 ·
1901 ·
1902 ·
1903 ·
1904 ·
1905 ·
1906 ·
1907 ·
1908 ·
1909 ·
1910 ·
1911 ·
1912 ·
1913 ·
1914 ·
1915 ·
1916 ·
1917 ·
1918 ·
1919 ·
1920 ·
1921 ·
1922 ·
1923 ·
1924 ·
1925 ·
1926 ·
1927 ·
1928 ·
1929 ·
1930 ·
1931 ·
1932 ·
1933 ·
1934 ·
1935 ·
1936 ·
1937 ·
1938 ·
1939 ·
1940 ·
1941 ·
1942 ·
1943 ·
1944 ·
1945 ·
1946 ·
1947 ·
1948 ·
1949 ·
1950 ·
1951 ·
1952 ·
1953 ·
1954 ·
1955 ·
1956 ·
1957 ·
1958 ·
1959 ·
1960 ·
1961 ·
1962 ·
1963 ·
1964 ·
1965 ·
1966 ·
1967 ·
1968 ·
1969 ·
1970 ·
1971 ·
1972 ·
1973 ·
1974 ·
1975 ·
1976 ·
1977 ·
1978 ·
1979 ·
1980 ·
1981 ·
1982 ·
1983 ·
1984 ·
1985 ·
1986 ·
1987 ·
1988 ·
1989 ·
1990 ·
1991 ·
1992 ·
1993 ·
1994 ·
1995 ·
1996 ·
1997 ·
1998 ·
1999 ·
2000 ·
2001 ·
2002 ·
2003 ·
2004 ·
2005 ·
2006 ·
2007 ·
2008 ·
2009 ·
2010 ·
2011 ·
2012 ·
2013 ·
2014 ·
2015 ·
2016 ·
2017 ·
2018 ·
2019 ·
2020 ·
2021 ·
2022